# Unepic
Unepic, également écrit UnEpic, est sorti en 2011 sur Windows. Il est arrivé sur Steam en 2013 et sur Wii U en 2014. Le jeu a été porté sur OS X le 10 novembre 2014, puis sur Linux le 12 décembre 2014. C'est un jeu d'action-aventure avec des éléments de jeu de plates-formes à la Castlevania.

## Système de jeu
Le joueur a à sa disposition de nombreux types d'armes. Chaque type d'arme a sa particularité. Par exemple, les dagues infligent des coups critiques bien plus importants que n'importe quel autre type d'arme lorsque l'on frappe un ennemi de dos. Le jeu compte plus de 100 armes différentes.
Le joueur peut aussi utiliser la magie. Un peu plus de 70 sorts sont disponibles. Le joueur pourra les apprendre dans des livres ou bien apprendre des recettes pour créer des potions.

## Disponibilité
Le jeu est tout d'abord sorti sur son site officiel le 30 septembre 2011. Puis il a été disponible sur les boutiques de Desura et GOG.com. Et enfin, depuis le 13 juin 2013, le jeu est disponible sur Steam grâce au Steam Greenlight. Le jeu est également sorti sur Wii U, par le biais de la boutique en ligne Nintendo eShop, le 16 janvier 2014 pour l'Amérique du Nord et le 23 janvier pour l'Europe.

## Accueil
Le jeu a reçu un accueil plutôt favorable. Il a reçu la note de 3 étoiles sur 5 sur Gameblog. Unepic a une moyenne de 66 % sur Metacritic. Le jeu a été classé 10e meilleur jeu indépendant de l'année 2011.